# 343. п. н. е.

## Догађаји
- Најмоћнија група домородачких племена у планинској Италији, Самнити, долазе у Кампанију. Грађани Капуе траже од Рима помоћ у решавању својих унутрашњих сукоба и да спасе град од самнитског уништења. Римљани одговарају, чиме почиње Први самнитски рат.